# Династија Отвил
Династија Отвил (италијански: Casa d'Altavilla) је била норманска династија са Котентина која је владала територијама у јужној Италији и Сицилијом током 11. и 12. века.

## Историја
Први познатији владар династије Отвил је Танкред од Отвила. До своје смрти 1041. године он је био барон у Нормандији. Имао је дванаест синова и најмање две кћери од две жене. Његово мало наслеђе није било довољно за све синове те су многи отишли ка југу. Најстарији од дванаесторице синова, Вилијам Гвоздена Рука и Дрого од Отвила, први су стигли у Италију (око 1035. године). Вилијам је постао гроф Апулије. Дрога је светоримски цар Хенрик III именовао Вилијамовим наследником и вазалом царске круне (1047). Дрогов наследник, Хамфри од Отвила, поразио је папу Лава IX у бици код Кивитате 1053. године. Династија Отвил постала је најмоћнија у јужној Италији. Хамфрија је наследио Роберт Гвискард. Гвискард је започео освајање Сицилије које ће довршити његов брат Руђер I. Руђер се прогласио сицилијанским грофом. Наследила су га двојица синова, Руђер II и Симон. Руђер је започео уједињење Сицилије, Апулије и Калабрије. Руђер је понео титулу краља Сицилије (1130). Наследио га је син Вилијам I. Вилијам је владао до 1166. године. Наследио га је Вилијам II. Вилијам је 1189. године умро без наследника. Наследио га је рођак Танкред. Његову владавину обележила је борба за сицилијански престо. Светоримски цар Хајнрих VI извршио је 1194. године инвазију на Сицилију. Острво је од те године под влашћу династије Хоенштауфен.